# Aquostic (Stripped Bare)
Aquostic (Stripped Bare) es el trigésimo primer álbum de estudio de la banda británica de rock Status Quo, publicado en 2014 por Edel Music. Es el primer trabajo de la agrupación en ser grabado completamente en acústico y el primero con el baterista Leon Cave, que ingresó en 2013 en reemplazo de Matt Letley.
Incluye veinticinco de sus mayores éxitos versionados en acústico, que van desde su álbum debut de 1968 hasta Rock 'til You Drop de 1991. Para darle un toque especial la banda contó con algunos músicos invitados entre ellos un acordeonista, un percusionista y una sesión de violinistas. Por otra parte, su portada muestra a Francis Rossi y Rick Parfitt completamente desnudos con sus partes íntimas cubiertas por guitarras acústicas, cuya fotografía la tomó el cantante Bryan Adams.
Alcanzó el puesto 5 en los UK Albums Chart, el primer top 5 de la banda desde Don't Stop de 1996 en dicha lista. Solo semanas después de su lanzamiento recibió disco de oro por la British Phonographic Industry, tras vender más de 100 000 copias en el Reino Unido.

## Lista de canciones
| N.º | Título                       | Escritor(es)                              | Duración |  |
| 1.  | «Pictures of Matchstick Men» | Rossi                                     | 3:37     |  |
| 2.  | «Down the Dustpipe»          | Carl Groszman                             | 2:41     |  |
| 3.  | «Na Na Na»                   | Rossi, Bob Young                          | 2:55     |  |
| 4.  | «Paper Plane»                | Rossi, Young                              | 3:38     |  |
| 5.  | «All the Reasons»            | Parfitt, Lancaster                        | 3:08     |  |
| 6.  | «Reason for Loving»          | Rossi, Parfitt                            | 3:21     |  |
| 7.  | «And It's Better Now»        | Rossi, Young                              | 3:41     |  |
| 8.  | «Caroline»                   | Rossi, Young                              | 3:13     |  |
| 9.  | «Softer Ride»                | Parfitt, Lancaster                        | 2:57     |  |
| 10. | «Claudie»                    | Rossi, Young                              | 3:58     |  |
| 11. | «Break the Rules»            | Rossi, Parfitt, Lancaster, Young, Coghlan | 3:09     |  |
| 12. | «Down Down»                  | Rossi, Young                              | 2:36     |  |
| 13. | «Little Lady»                | Parfitt                                   | 1:52     |  |
| 14. | «Mystery Song»               | Parfitt, Young                            | 2:34     |  |
| 15. | «Rain»                       | Parfitt                                   | 3:56     |  |
| 16. | «Rockin' All Over the World» | John Fogerty                              | 2:40     |  |
| 17. | «Again and Again»            | Parfitt, Bown                             | 3:20     |  |
| 18. | «Whatever You Want»          | Parfitt, Bown                             | 3:25     |  |
| 19. | «What You're Proposing»      | Rossi, Bernie Frost                       | 2:04     |  |
| 20. | «Rock 'n' Roll»              | Rossi, Frost                              | 2:43     |  |
| 21. | «Don't Drive My Car»         | Parfitt, Bown                             | 3:10     |  |
| 22. | «Marguerita Time»            | Rossi, Frost                              | 3:20     |  |
| 23. | «Rollin' Home»               | John David                                | 4:05     |  |
| 24. | «Burning Bridges»            | Rossi, Bown                               | 3:45     |  |
| 25. | «Rock 'til You Drop»         | Bown                                      | 2:48     |  |

## Músicos
- Francis Rossi: voz y guitarra acústica.
- Rick Parfitt: voz, guitarra acústica y ukelele.
- John Edwards: guitarra acústica, bajo y coros.
- Andy Bown: guitarra acústica, armónica, mandolina, piano y coros.
- Leon Cave: batería, guitarra acústica y coros.

Músicos invitados
- Geraint Watkins: acordeón
- Martin Ditcham: percusión
- Amy Smith: coros
- Lucy Wilkins: violín líder.
- Howard Gott, Natalia Bonner y Alison Dods: violín.
- Sophie Sirota: viola
- Sarah Wilson: violoncello